# Shenyang Taoxian International Airport

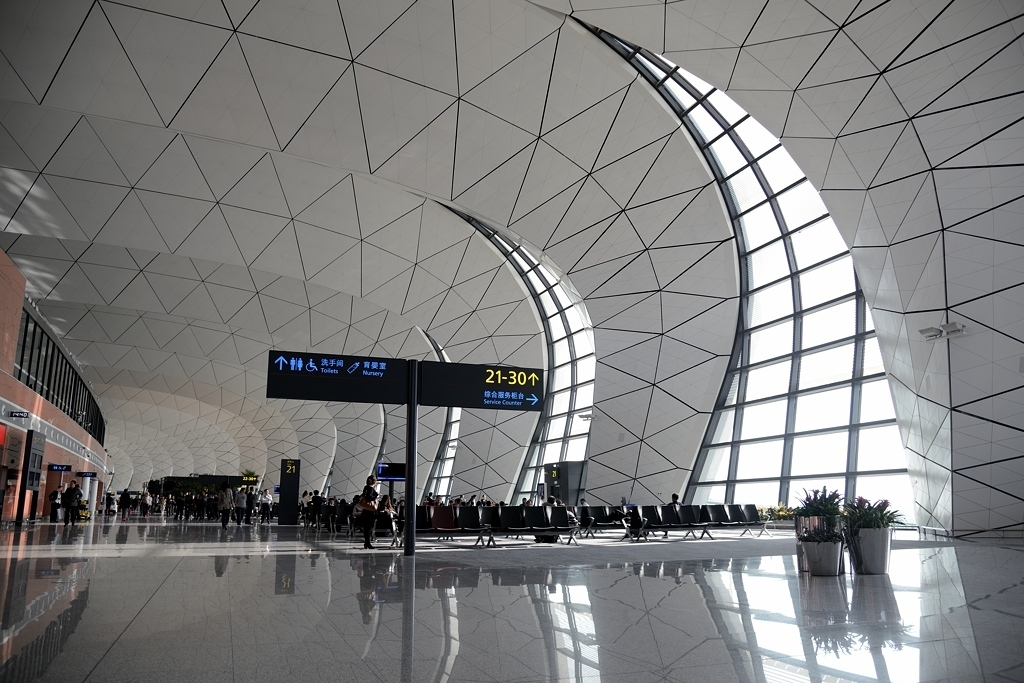

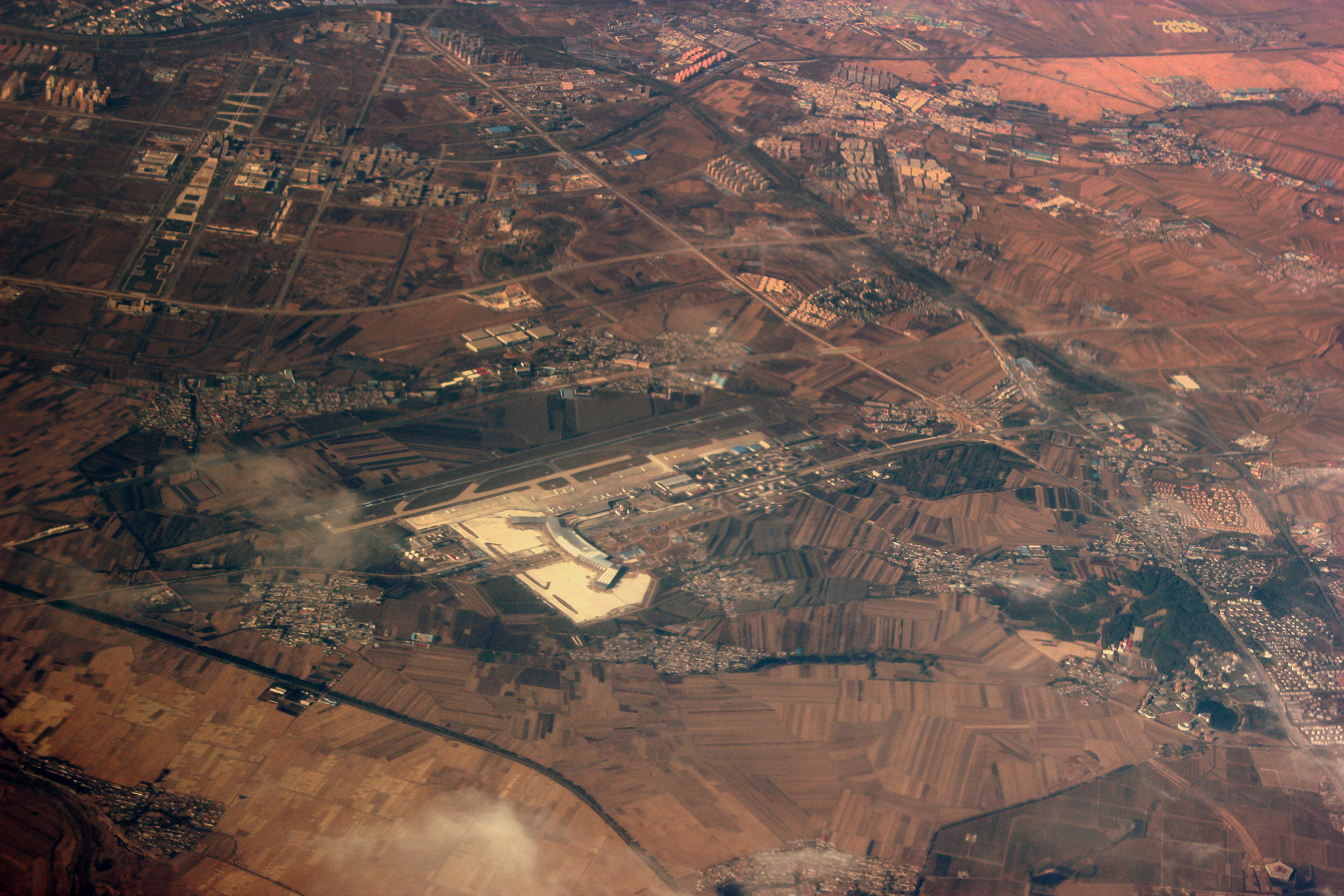

De Shenyang Taoxian International Airport (Chinees: 沈阳桃仙国际机场, Hanyu pinyin: Shěnyáng Táoxiān Guójì Jīchǎng) (IATA-code: SHE, ICAO-code: ZYTX) is een vliegveld bij Hunnan op 20 kilometer ten zuiden van Shenyang, de hoofdstad van de noordoostelijke provincie Liaoning in  China. De luchthaven is een hub vooral voor China Southern Airlines maar ook voor Chengdu Airlines, China Eastern Airlines, Shenzhen Airlines en Spring Airlines en telde in 2024 23.744.323 passagiers.
De luchthaven wordt bediend door het Taoxian Airport metrostation, gelegen onder Terminal T3, wat het eindpunt is van Shenyang Metro lijn 2 en heeft een directe doorgang naar de B1-verdieping van Terminal T3.  Van 2013 tot 2024 werd de lijn bediend door tramlijnen van Shenyang.  

## Geschiedenis
De bouw van Shenyang Taoxian begon op 1 juli 1985 en de luchthaven werd geopend op 16 april 1989. 
De vorige luchthaven van Shenyang, Shenyang Dongta Airport was voordien de belangrijkste luchthaven van de stad, gebouwd in 1921, die bestemmingen bediende naar de USSR, Mongolië, Japan, Zuid-Korea, Noord-Korea en eigen land. Hoewel het verschillende keren werd uitgebreid en een landingsbaan van 2.400 m had die lang genoeg was om narrow-bodyvliegtuigen te ondersteunen, was het niet langer in staat om meer toeristen en passagiers te vervoeren. Na de opening van Taoxian, stopte de luchthaven van Dongta met civiele activiteiten en keerde terug naar het eerder militair gebruik (door de Japanse Keizerlijke Marineluchtmacht van 1936 tot 1945 en de Luchtmacht van het Volksbevrijdingsleger na 1950) tot in 2013 werd besloten Dongta volledig af te bouwen.
Op 9 juni 2008 lanceerde Lufthansa een route van Shenyang naar München, en Shenyang Taoxian International Airport werd de eerste internationale luchthaven in Noordoost-China met enkele malen per week directe vluchten naar Europa. De verbinding werd opgeschort tussen oktober 2016 en maart 2018, kreeg Frankfurt als bestemming en werd later overgenomen door China Southern Airlines. Sichuan Airlines bood een wekelijkse rechtstreekse vlucht naar Vancouver.